# Salmond River
Salmond River är ett vattendrag i Australien. Det ligger i delstaten Western Australia, omkring 2 200 kilometer nordost om delstatshuvudstaden Perth.
Omgivningarna runt Salmond River är i huvudsak ett öppet busklandskap. Trakten runt Salmond River är nära nog obefolkad, med mindre än två invånare per kvadratkilometer. Genomsnittlig årsnederbörd är 1 071 millimeter. Den regnigaste månaden är februari, med i genomsnitt 275 mm nederbörd, och den torraste är augusti, med 1 mm nederbörd.